# Білий гриб
Білий гриб, боровик (Boletus edulis Bull. ех Fr.; або Boletus bulbosus Schaeff. ех Schroet.). Місцеві назви: гриб справжній, правдивий, правдивець, справедливий, дубрівник, щирак, білас, біляк. Гриб родини болетових  (Boletaceae).

## Біологічний опис
Шапка 3-20 см (до 50 см) у діаметрі, напівсферична опукло-розпростерта, сірувато-, рудувато- або червонувато-коричнювата чи кольору горіха, тонкозморшкувата (під дубами — кольору горіха (каштана), під соснами — пурпурово-коричнювата (бура), під осикою, березою (в хащах) — світложовто-рудувата). Шкірка не знімається. Пори світло-сіруваті, згодом жовтувато- або зеленувато-оливкуваті, оливкувато-коричнюваті. Спори видовжено-веретеноподібні, жовтувато-оливкуваті, 15-18 х 4-5/7 мкм. Ніжка 4-15(20) х 2-5(6) см, брудно-біла, сірувато, коричнювата, тонкозморшкувата, у верхній частині з тонкою білою сіткою. М'якуш щільний, білий, при розрізуванні не змінюється, з приємним запахом і смаком.

## Загальні відомості
Зустрічається по всій Україні. Росте у листяних (під дубом, буком, грабом, березою, ліщиною) і хвойних (під сосною, ялиною) лісах. Трапляється як опецькуватий, часто з шапкою меншою від ніжки, так і крисатий, з шапкою учетверо більшою за ніжку.
Збирають у червні — жовтні. Використовують свіжим, про запас сушать, солять, маринують. Заготовляють у Прикарпатті та на Поліссі. У сирих грибах є білки та інші речовини, що містять азот (5,39 %), жири (0,40 %), цукри та інші вуглеводи (2,72 %), фібрин (1,01 %), алкалоїд герцинін (властивий також столовим бурякам), зола (0,95 %), ароматичні речовини тощо.
| Частина гриба          | Свіжі гриби | Свіжі гриби   | Склад сухої речовини | Склад сухої речовини | Склад сухої речовини | Склад сухої речовини | Склад сухої речовини | Склад сухої речовини  | Склад сухої речовини |
| Частина гриба          | Вода        | Суха речовина | Білки                | Жири                 | Манітол              | Цукор                | Клітковина           | Екстрактивні речовини | Зола                 |
| ---------------------- | ----------- | ------------- | -------------------- | -------------------- | -------------------- | -------------------- | -------------------- | --------------------- | -------------------- |
| Ніжка                  | 87,02       | 12,98         | 30,73                | 4,41                 | 12,71                | 0,98                 | 40,41                | 4,09                  | 6,67                 |
| Шапинка                | 86,17       | 13,83         | 43,90                | 6,20                 | 14,14                | 1,87                 | 22,54                | 3,25                  | 8,10                 |
| Верхня частина шапинки | 87,66       | 12,34         | 39,91                | 5,82                 | 7,14                 | 1,71                 | 30,92                | 5,21                  | 9,29                 |
| Гіменофор              | 88,17       | 11,83         | 48,74                | 7,97                 | 10,16                | 2,01                 | 19,41                | 3,26                  | 8.45                 |

### Біологічно активні речовини
Плодове тіло білого гриба містить близько 666 мг ергостерину на 100 гр сушеної маси. Ергостерин, сполука стеролу, що часто зустрічається в грибах. Крім того, тіла гриба містять близько 30 мг пероксиду ергостеролу на 100 гр сухої маси. Пероксид ергостерол це похідна речовина від стероїдів із широким спектром біологічної активності, в тому числі протимікробної і протизапальної дії, і цитотоксичності до різних пухлинних клітин, зрощених в лабораторній культурі.

Фітогелатіни надають білому грибу стійкість до важких токсичних металів, таких як кадмій.

Гриб також містить білки, що зв'язують цукор, або лектин, що має спорідненість до цукрів ксилози і мелібіози. Лектин є мітогеном — це означає, що він може стимулювати клітини розпочати процес поділу шляхом мітозу. Крім того, лектин має противірусні властивості: він пригнічує фермент притаманний вірусу імунодефіциту людини, який бере участь у зворотній транскриптазі. Інші дослідження показують, що речовини гриба також мають противірусну активність щодо вірусу вакцинії і вірусу тютюнової мозаїки зрощених в лабораторній культурі. Противірусні сполуки, що містяться в грибах, є предметом біохімічних досліджень, які мають потенціал поглибити знання про вірусну реплікацію, і в результаті створити нові препарати для лікування вірусних захворювань.

## Цікаві факти

гриб, знайдений на Волині, вагою 2 кг 850 г. Зірвала його Данилюк Ніна Феодосіївна на Волині, у Смідинському лісі, у 2000 р.

Найбільшого білого гриба в Україні — вагою 2,85 кілограма — зірвала на Волині, у Смідинському лісі Старовижівського району, ковельчанка Ніна Феодосіївна Данилюк 20 серпня 2000 року. Величезний гриб не поміщався у відрі: його шапка по окружності мала 94 сантиметри, а ніжка — майже 40 сантиметрів.
Чистого білого гриба вагою 2 кілограми зірвав мешканець Любешова Копанчук Михайло Пилипович за селом Воля Любешівська Волинської області 7 жовтня 1992 року. Шапка гриба мала діаметр 34 сантиметри.

На білого гриба схожий неїстівний гриб гірчак, який відрізняється тим, що спори у нього рожеві, сітка на ніжці чорна, м'якуш дуже гіркий.